# Antti Tuisku
Antti Tuisku (prononcé : /ˈɑntːi ˈtuisku/, né le 27 février 1984 à Rovaniemi) est un chanteur pop finlandais, dévoilé au public en 2003 grâce à l’émission télévisée Idols, version finlandaise de la Nouvelle Star, où il termine troisième. Son premier disque, Ensimmäinen, sort en 2004 et devient double disque de platine en Finlande. Par la suite, il sort dix albums studio ainsi que deux albums en édition collector. Ses chansons les plus connues sont ses singles à succès En halua tietää, Tyhjä huone, Juuret, Atlantti, Hyökyaalto, Rakkaus on., Peto on irti et Keinutaan. Antti Tuisku a vendu plus de 300 000 albums. Il est reconnu pour sa voix forte et ses performances de danseur.
En 2016, Antti Tuisku a gagné à le prix Emma du meilleur artiste masculin de 2015. Son album En kommentoi y a gagné le prix de l’album de l’année et celui de l’album pop de l’année.

## Carrière
À l’automne 2003, Antti Tuisku passe des auditions pour l’émission Idols à Turku. Il arrive en finale grâce à 70 % des votes mais finit troisième derrière Hanna Pakarinen (gagnante) et Jani Wickholm (second). Tuisku signe un contrat avec la maison de disques BMG Finland. Il sort son premier album Ensimmäinen au printemps 2004.

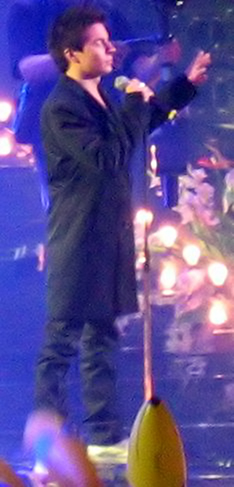
Antti Tuisku au concert Elämä lapselle au Hartwall Areena, le 14 septembre 2006.

En 2007, Il tient le rôle de Mikko dans le film de Juha Wuolijoki, La Véritable Histoire du Père Noël (Joulutarina).
En juin 2023, Antti Tuisku sort son dernier album, Sisään ja ulos, et dit adieu à la scène après une dernière tournée.

## Discographie

### Albums
| Année | Titre            | Meilleur classement | Certification  |
| Année | Titre            | FIN                 | Certification  |
| ----- | ---------------- | ------------------- | -------------- |
| 2004  | Ensimmäinen      | 1                   | Platine        |
| 2005  | Antti Tuisku     | 1                   | Platine        |
| 2005  | Minun jouluni    | 3                   | Or             |
| 2006  | New York         | 1                   | Or             |
| 2006  | Rovaniemi        | 2                   | –              |
| 2009  | Hengitän         | 3                   | Or             |
| 2010  | Kaunis kaaos     | 2                   | Platine        |
| 2011  | Minun jouluni 2  | 5                   | Or             |
| 2011  | Toisenlainen tie | 2                   | Or             |
| 2015  | En kommentoi     | 1                   | Double platine |
| 2017  | Anatude          | 1                   |                |
| 2020  | Valittu kansa    | 1                   |                |
| 2023  | Sisään ja ulos   | 1                   |                |

Compilations
| Année | Titre                        | Meilleur classement |
| Année | Titre                        | FIN                 |
| ----- | ---------------------------- | ------------------- |
| 2007  | Aikaa – Greatest Hits Vol. 1 | 10                  |

### Singles
| Année | Titre                                           | Meilleur classement | Album                         |
| Année | Titre                                           | FIN                 | Album                         |
| ----- | ----------------------------------------------- | ------------------- | ----------------------------- |
| 2004  | En halua tietää                                 | 1                   | Ensimmäinen                   |
| 2004  | Yritä ymmärtää / Boom Boom                      | 3                   | Ensimmäinen                   |
| 2005  | Tyhjä huone                                     | 1                   | Antti Tuisku                  |
| 2006  | Sekaisin                                        | 2                   | New York                      |
| 2009  | Juuret                                          | 1                   | Hengitän                      |
| 2009  | Viilto                                          | 12                  | Hengitän                      |
| 2010  | Hyökyaalto                                      | 13                  | Kaunis kaaos                  |
| 2015  | Peto on irti                                    | 5                   | En kommentoi                  |
| 2015  | Blaablaa (En kuule sanaakaan)                   | –                   | En kommentoi                  |
| 2015  | Keinutaan (en duo avec VilleGalle)              | 3                   | En kommentoi                  |
| 2015  | Sata salamaa                                    | 1                   | Vain elämää kausi 4 – päivä   |
| 2015  | Party (Papiidipaadi) (en duo avec Nikke Ankara) | 1                   | En kommentoi – Deluxe version |
| 2016  | Pyydä multa anteeks kunnolla                    | 2                   | En kommentoi – Deluxe version |
| 2016  | Suurin fani                                     | 12                  | En kommentoi – Deluxe version |
| 2017  | Mä hiihdän                                      | 2                   | Anatude                       |
| 2017  | Rahan takii                                     | 1                   | Anatude                       |
| 2017  | Hanuri (en duo avec Boyat)                      | 1                   | Anatude                       |
| 2017  | Aamukuuteen (en duo avec Erin)                  | 1                   | Anatude                       |
| 2017  | Tragedia                                        | 3                   | Anatude                       |
| 2017  | Swäg (en duo avec JVG)                          | 5                   | Anatude                       |
| 2018  | Vedän sut henkeen                               | 1                   | –                             |
| 2018  | Kumipuku                                        | 5                   | –                             |
| 2018  | Lämmin lumi peittää maan                        | 15                  | –                             |
| 2019  | Joku raja                                       | 4                   | Vain elämää kausi 10          |
| 2019  | Minun Suomeni                                   | 6                   | Vain elämää kausi 10          |
| 2020  | Valittu kansa                                   |                     | Valittu kansa                 |

Autres chansons classées
| Année | Titre | Meilleur classement | Album                       |
| Année | Titre | FIN                 | Album                       |
| ----- | ----- | ------------------- | --------------------------- |
| 2015  | Pojat | 8                   | Vain elämää kausi 4 – päivä |

## Prix et récompenses
- Prix Emma, 2015, 2017